# Ixora aneityensis
Ixora aneityensis är en måreväxtart som beskrevs av André Guillaumin. Ixora aneityensis ingår i släktet Ixora och familjen måreväxter. Inga underarter finns listade i Catalogue of Life.